# هاينز نيومان (مهندس معماري)
هاينز نيومان (بالألمانية: Heinz Neumann)‏ (و. 1941  م) هو مهندس معماري نمساوي، ولد في فيينا، هو عضوٌ في الأكاديمية الأوروبية للعلوم والآداب.